# ディヴァン・イ・ハーフィズ

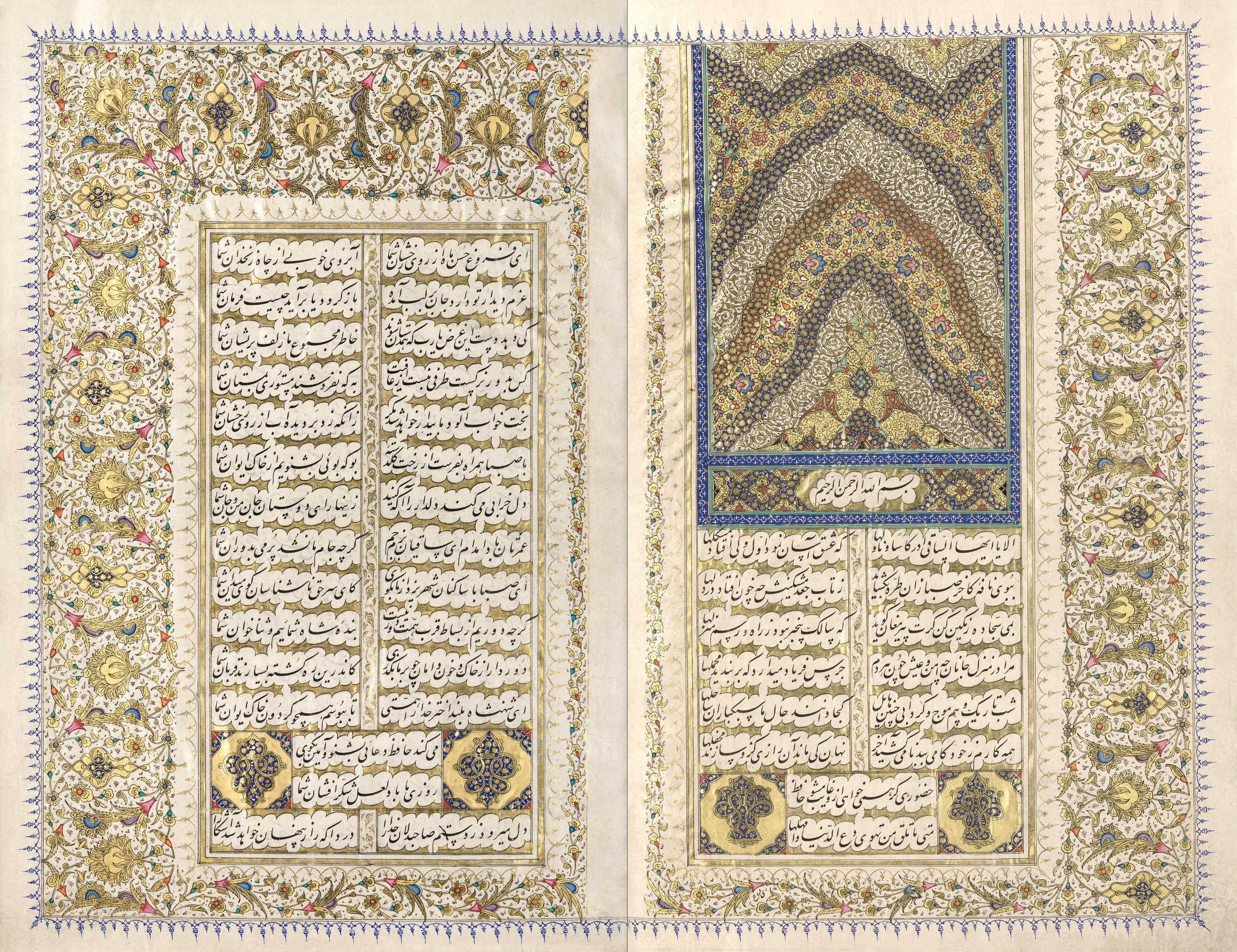
1899-1900年にテヘランでミールザー・アリーネギー・シーラーズィーにより制作されたハーフェズのディーワーン（詩集）の装飾本。大きさ26.8×18cm。イラン国立マレク図書博物館蔵。

ディーヴァーネ・ハーフェズ（ペルシア語: دیوان حافظ,、英語: The Divān of Hafez）は詩人ハーフェズがペルシャ語で書いた詩集。ハーフェズの「ディーヴァーン」（詩集）には知られているだけで1000種の異本があり、底本作りは困難を極める。そもそも各異本の「オリジナル」が歴史的に存在したのかどうかも不明である。ハーフェズ自身がヒジュラ暦770年（西暦1368年）にディーヴァーンを制作したと言われているが、客観的な証拠は何一つない。他方で、古いハーフェズのディーヴァーンの写本には「ゴランダーム序文」と呼ばれるものが付されているものが多数ある。これには、モハンマド・ゴランダーム（Moḥammad Golandām）という人物がハーフェズの没後、産み出されてそれっきりになっているハーフェズの作品をまとめたというようなことが書いてある。この序文や初期情報源（後述）の研究に基づくと、ハーフェズのディーヴァーンのオリジナルは、それが口承で伝わったものであるにせよ、書承で伝わったものであるにせよ、複数存在した（これらディーヴァーン群を以下、便宜的に「オリジナル」と呼ぶ）ということが言える。